# Nankingaftalen
Nankingaftalen (kinesisk: 南京條約, pinyin: Nánjīng Tiáoyuē) afsluttede Første opiumskrig mellem Storbritannien og Qing-Kina. Den regnes i kinesisk historieskrivning og kultur som den første af en række uværdige traktater, som blev påtvunget Kina under kolonitiden.

## Undertegnelsen
Traktaten blev gjort færdig den 29. august 1842 på Yangtse-floden ved Nanjing, om bord på det britiske krigsskib Cornwallis af forhandlerne Qiying og Sir Henry Pottinger, og der efter undertegnet samme dag i templet på Løvehovedhøjden i nærheden. Ti måneder efter blev den formelt billiget af dronning Victoria af Storbritannien og ratificeret af Daoguang-keiseren i Hongkong. Traktaten sikrede briterne en række rettigheder, her under retten til at drive handel med opium. Dette var en handel, som medførte sociale onder, som stærkt skadede Kejserdømmet Kinas velfærd og udvikling. Kineserne så sig tvungne til at gå med på aftalen, efter som de ikke havde militære muligheder for at modstå sejrherrerne fra opiumskrigen.

## Oprindelige indhold

### Handelsliberalisering
En central bestemmelse i traktaten foreskrev, at kineserne åbnede en række havne for fri britisk handel. Det gjaldt havnebyerne Kanton, Xiamen (Amoy), Fuzhou, Ningbo og Shanghai (Art. 2). Helt specifikt afviklede traktaten kantonsystemet, som havde pålagt handelen over Kanton en række indskrænkelser:
- De britiske handelsfolk skulle ikke holde sig inden for de egne handelsenklaver i byerne. I traktat-havnebyerne fik de uindskrænket bosætningstilladelse over alt. Briterne fik også ret til at oprette konsulater i alle traktathavnene (Art. 2).
- Briterne var ikke længere henvist til formidlere fra det såkaldte cohonggildet eller hofudnævnte handelsmyndigheder (hoppoer) i sin kontakt med kinesiske handelshuse (Art. 5).
- Den indtil da almindelige kinesiske monopolistisk-administrative prisfastlæggelser til udlændinges ugunst bortfaldt. Det eneste handelsindgreb var fra nu af moderate eksport-, import- og transittoldafgifter for alle handelsfolk, uafhængig af deres nationalitet (Art. 10).

### Hongkong
I artikel 4 i Nankingtraktaten blev England tilkendt ejendomsret til evig tid over Hongkong-øen.

### Pengebetalinger
Videre forpligtede Kina sig til at betale England i alt 21 mio. sølvdollar. Deraf var:
- 6 mio. ment som skadeserstatning fra maj 1839, da kommissaren Lin Zexu ødelagde 20.000 kister med britisk opium i Humen nær Kanton (Art. 4),
- 12 mio. var erstatningsydelse for briternes militærudgifter under opiumskrigen (Art. 6), og
- 3 mio. var for at kunne indfri britisk gæld over for Cohong-handelsfolkene (Art. 5).

Betalingen skulle følge i fire rater frem til 1845. Dersom betalingsfristerne blev overskredet, udløste det forsinkelsesrenter på 5 % p.a. (Art. 7).
Som modydelse forpligtede de britiske stridskræfter sig til at trække sig tilbage fra Nanking og Kejserkanalen så snart, første rate var indbetalt. Men det okkuperede Zhoushan ville ikke blive opgivet før, at krigserstatningerne var fuldstændig betalt (Art. 12).

### Andet
I Art. 8 og 9 forpligtede Qing-regeringen sig til at løslade alle fængslede britiske borgere og til ubetinget amnesti for alle kinesiske borgere, som havde boet blandt, handlet med eller ydet tjenester over for briterne.
Art. 11 fastslog en ny sprogbrug. Briterne skulle ikke længere henvende sig til kinesiske handelsfolk eller myndigheder med "bønskrivelser". Man skulle benytte ord som "meddelelse" og "erklæring".

## Følger
Særlig efter, at aftalen blev udvidet ved Humentraktaten i 1843, blev Nankingtraktaten startskuddet på en proces, som skulle indrømme fremmede magter større og større indflydelse og delkontrol i Kina, hvilket bevirkede en udhuling af kinesisk national suverænitet. Opiumsimporten svækkede Kina ikke bare økonomisk men også mange af borgernes liv og helse. Store dele af befolkningen blev passiviseret og uduelig.